# Stevensville (Maryland)
Stevensville es un lugar designado por el censo ubicado en el condado de Queen Anne en el estado estadounidense de Maryland. En el Censo de 2010 tenía una población de 6.803 habitantes y una densidad poblacional de 408,18 personas por km².

## Geografía
Stevensville se encuentra ubicado en las coordenadas 38°58′28″N 76°19′6″O / 38.97444, -76.31833. Según la Oficina del Censo de los Estados Unidos, Stevensville tiene una superficie total de 16.67 km², de la cual 16.67 km² corresponden a tierra firme y (0%) 0 km² es agua.

## Demografía
Según el censo de 2010, había 6.803 personas residiendo en Stevensville. La densidad de población era de 408,18 hab./km². De los 6.803 habitantes, Stevensville estaba compuesto por el 93.81% blancos, el 2.32% eran afroamericanos, el 0.28% eran amerindios, el 1.46% eran asiáticos, el 0% eran isleños del Pacífico, el 0.68% eran de otras razas y el 1.46% pertenecían a dos o más razas. Del total de la población el 2.65% eran hispanos o latinos de cualquier raza.